# 田中一之
田中 一之（たなか かずゆき、1955年8月18日 - ）は、日本の数学者、論理学者。東北大学数理科学連携研究センター教授。東北大学大学院理学研究科数学専攻名誉教授。専門は数学基礎論。とくに逆数学や不完全性定理の研究で知られる。
師はパリス＝ハーリントンの定理などで有名なレオ・ハーリントン。また、アラン・チューリングのただ1人の弟子で計算可能性理論の開拓者ロビン・ギャンディや逆数学プログラムの推進者スティーブン・G・シンプソンの下でも研究した。弟子には横山啓太(東北大学教授)がいる。

数学基礎論関係の入門書や専門書を多数著し、『現代思想』や『数学セミナー』等の雑誌にも多くの数学随筆を発表している。

## 略歴
- 1955年（昭和30年） - 東京都生まれ[1]。
- 1978年（昭和53年） - 東京工業大学理学部卒業。
- 東京工業大学（理学修士）[15]。
- カリフォルニア大学バークレー校（Ph.D）[15]。
- 1997年（平成9年） - 東北大学教授[1]。
- 2008年 - 2017年（平成20年 - 平成29年）- 科学基礎論学会 理事[15]。
- 2012年 - 2015年（平成24年 - 平成27年） - Association for Symbolic Logic, Councilor（評議員）[15]。

## 著作

### 図書
- 『逆数学と2階算術』倉田令二朗 監修、河合文化教育研究所(出版) 河合出版(発売)〈数学基礎論シリーズ 4巻〉、1997年8月。ISBN 4-87999-970-9。
- 『数の体系と超準モデル』裳華房、2002年4月。ISBN 4-7853-1530-X。
- 『ゲーデルに挑む　証明不可能なことの証明』東京大学出版会、2012年4月。ISBN 978-4-13-063900-2。
- 『チューリングと超(メタ)パズル』東京大学出版会、2013年11月。ISBN 978-4-13-063901-9。
- 『数学基礎論序説: 数の体系への論理的アプローチ』裳華房、2019年6月。ISBN 978-4785315757。
- 『山の上のロジック学園---不完全性定理をめぐる2週間の授業日誌』日本評論社、2019年12月。ISBN 978-4-535-78913-5。

### 共著
- 吉野崇 共著『線形代数学　基礎課程』培風館、1998年3月18日。ISBN 4-563-00259-3。
- 鈴木登志雄 共著『数学のロジックと集合論』培風館、2003年12月17日。ISBN 4-563-00337-9。

### 編著
- 田中一之 編著、鹿島亮 ほか『数学基礎論講義　不完全性定理とその発展』日本評論社、1997年3月。ISBN 4-535-78241-5。
- 田中一之 編『ゲーデルの20世紀』東京大学出版会〈ゲーデルと20世紀の論理学 1〉、2006年7月。ISBN 4-13-064095-X。[16]
- 田中一之 編『完全性定理とモデル理論』東京大学出版会〈ゲーデルと20世紀の論理学 2〉、2006年10月。ISBN 4-13-064096-8。[16]
- 田中一之 編『不完全性定理と算術の体系』東京大学出版会〈ゲーデルと20世紀の論理学 3〉、2007年3月。ISBN 978-4-13-064097-8。[16]
- 田中一之 編『集合論とプラトニズム』東京大学出版会〈ゲーデルと20世紀の論理学 4〉、2007年7月。ISBN 978-4-13-064098-5。[16]

### 翻訳
- M・フィッティング『計算理論と論理プログラミング』山崎秀記・守谷哲夫・田中一之 訳、丸善出版、1989年8月。ISBN 978-4-621-03397-5。
- ソーンダース・マックレーンほか『数学の基礎をめぐる論争　21世紀の数学と数学基礎論のあるべき姿を考える』田中一之 編・監訳、シュプリンガー・フェアラーク東京、1999年2月20日。ISBN 4-431-70797-2。
- M・ジャキント 原著『確かさを求めて　数学の基礎についての哲学論考』田中一之 監訳、培風館、2007年1月30日。ISBN 978-4-563-00370-8。 - 原タイトル：The search for certainty.
- トルケル・フランセーン『ゲーデルの定理　利用と誤用の不完全ガイド』田中一之 訳、みすず書房、2011年3月25日。ISBN 978-4-622-07569-1。 - 原タイトル：Godel's Theorem: An Incomplete Guide to its Use and Abuse. [17]
- ダン・クライアン、シャロン・シュアティル『ロジックの世界　論理学の哲人たちがあなたの思考を変える』ビル・メイブリン（絵）、田中一之（訳）、講談社〈ブルーバックス〉、2015年3月19日。ISBN 978-4-06-257907-0。 - 原タイトル：Introducing Logic: A Graphic Guide.

### 監訳
- レイモンド・M・スマリヤン『スマリヤン 数理論理学講義 上巻』・川辺 治之  訳・田中一之 監訳、日本評論社、2017年9月。ISBN 978-4-535-78772-8。
- レイモンド・M・スマリヤン『スマリヤン 数理論理学講義 下巻』・川辺 治之  訳・田中一之 監訳、日本評論社、2018年9月。ISBN 978-4-535-78851-0。
- ジョン・スティウェル『逆数学:定理から公理を「証明」する』・川辺 治之  訳・田中一之 監訳、森北出版、2019年2月。ISBN 978-4627054516。